# Христос Анагностудис
Христос Анагностудис (на гръцки: Χρήστος Αναγνωστούδης) е гръцки революционер, участник в Гръцката въоръжена пропаганда в Македония.

## Биография
Христос Анагностудис е роден в солункото село Василика, тогава в Османската империя. Присъединява се към гръцката пропаганда първоначално като четник в андартските чети, действащи в Солунско и Полигироско. Скоро става самостоятелен капитан на чета в същия район, действаща срещу българските чети и срещу османците. През 1907 - 1908 година Анагностудис с четата си се присъединява като десетар към четата на Власиос Цироянис и действат в района на Струмица.